# Odds Against Tomorrow
Odds Against Tomorrow (Brasil: Homens em Fúria / Portugal: Homens no Escuro) é um filme de drama noir estadunidense de 1959, produzido e dirigido por Robert Wise para a distribuição da United Artists. A produtora, HarBel Productions, foi uma companhia fundada pelo protagonista do filme Harry Belafonte. Ele selecionou o roteirista Abraham Polonsky para adaptar o romance de William P. McGivern. Como estava na Lista negra de Hollywood, Polonsky usou o nome de John Oliver Killens, um romancista negro amigo de Belafonte. Em 1996, o Guia dos Escritores da América restaurou o crédito a Polonsky.
Odds Against Tomorrow é o primeiro filme noir com um personagem negro como protagonista. Foi o último filme do diretor Wise realizado em preto-e-branco em tamanho proporcional padrão de tela, que dava a seus trabalhos "um realismo  que lhe tornou conhecido".

## Elenco
- Harry Belafonte...Ingram
- Robert Ryan...Slater
- Shelley Winters...Lorry
- Ed Begley...Burke
- Gloria Grahame...Helen
- Will Kuluva...Bacco
- Kim Hamilton...Ruth
- Mae Barnes...Annie
- Richard Bright...Coco
- Carmen De Lavallade...Kitty
- Lew Gallo...Moriarty
- Lois Thorne...Eadie
- Wayne Rogers...soldado no bar
- Zohra Lampert...moça no bar
- Allen Nourse...chefe de polícia
- Cicely Tyson...Bartender do Club de Jazz (não creditado)
- Mel Stewart...Ascensorista do Hotel Juno (não creditado)
- Robert Earl Jones...gerente do Clube de Jazz (não creditado)

## Sinopse
David Burke é um ex-policial que caiu em desgraça ao se recusar a cooperar com a polícia estadual na investigação de um crime. Ele tem um plano meticuloso de roubar um banco no interior e propõe ao ex-presidiário racista e violento Earl Slater uma sociedade para executar o crime. Eles precisam de um homem negro para se passar pelo mensageiro que todas as noites às vésperas do dia do pagamento leva lanches aos funcionários do banco que preparam os envelopes com o dinheiro. Burke recruta Johnny Ingram, um cantor de boate que está desesperado por dever dinheiro de jogatina ao gângster Bacco. Tanto Burke como Ingram se detestam mas aceitam participar do roubo pelo dinheiro. A falta de confiança e o ódio entre eles, contudo, ameaça o sucesso do plano.

## Produção
As filmagens principais aconteceram em março de 1959. Todas as locações foram na cidade de Nova Iorque e em Hudson. De acordo com o diretor Robert Wise:
"Eu dei um toque especial em Odds Against Tomorrow. Eu queria fazer em alguns filmes antes mas não tivera chance. Eu pretendia conseguir um tipo diferente de sensação como na cena de abertura com Robert Ryan que caminhava na West Side Street...Eu usei filme infravermelho. Tínhamos que ter muito cuidado porque os tons de verde ficam brancos, e você não podia aproximar muito dos rostos das pessoas. Isto os distorceria mas causavam um efeito maravilhoso—via-se céu negro com nuvens brancas—e isto mudava a percepção ao se assistir as cenas".

## Canções e trilha sonora
A trilha sonora foi composta, arranjada e conduzida pelo pianista John Lewis do Modern Jazz Quartet e o álbum foi lançado pela United Artists em 1959. Para realizar as gravações Lewis reuniu um conjunto de 22 músicos que incluíam Milt Jackson no vibrafone, Percy Heath no baixo e Connie Kay na bateria, bem como Bill Evans no piano, e Jim Hall no violão. Bruce Elder do Allmusic registrou: "Essa soberba trilha sonora de John Lewis foi mais tarde um hit do The Modern Jazz Quartet. É sombrio e dinâmico, e clássico". O álbum do The Modern Jazz Quartet com temas de Lewis; Music from Odds Against Tomorrow foi gravado em outubro de 1959 e uma das faixas "Skating in Central Park", tornou-se parte permanente do repertório do Quarteto. Foi reutilizado em uma cena similar do filme de 1971 Little Murders.

### Lista das canções
Todas as composições são de John Lewis
1. "Prelude to Odds Against Tomorrow" - 1:44
2. "A Cold Wind Is Blowing" - 1:20
3. "Five Figure People Crossing Paths" - 1:40
4. "How to Frame Pigeons" - 1:04
5. "Morning Trip to Melton" - 3:09
6. "Looking at the Caper" - 2:01
7. "Johnny Ingram's Possessions" - 1:08
8. "The Carousel Incident" - 1:44
9. "Skating in Central Park" - 3:29
10. "No Happiness for Slater" - 3:56
11. "Main Theme: Odds Against Tomorrow" - 3:24
12. "Games" - 2:17
13. "Social Call" - 3:53
14. "The Impractical Man - 3:00
15. Advance on Melton"- 1:58
16. "Waiting Around the River" - 3:51
17. "Distractions" - 1:25
18. "The Caper Failure" - 1:23
19. "Postlude" - 0:45

### Músicos
- John Lewis - arranjos e condução
- Bernie Glow, Joe Wilder, John Ware, Melvyn Broiles - trompetes
- John Clark, Tom McIntosh - trombones
- Al Richman, Gunther Schuller, Paul Ingram, Ray Alonge - trompa
- Harvey Phillips - tuba
- Robert DiDomenica - flauta
- Harvey Shapiro, Joseph Tekula - violoncelo
- Ruth Berman - harpa
- Milt Jackson - vibrafone
- Bill Evans - piano
- Jim Hall - violão
- Percy Heath - baixo
- Connie Kay  - bateria
- Richard Horowitz - tímpano
- Walter Rosenberger - percussão

## Recepção
Bosley Crowther chamou a direção de Wise de "precisa e forte" e o filme um "brilhante, duro, melodrama de suspense" com uma "construção de drama acumulado ... de um calibre artístico que é raro de se assistir no cinema".
A Revista Time resenhou "A tensão bem construída até o climax - graças, parte ao diretor Robert Wise (I Want to Live!), parte a um roteirista negro chamado John O. Killens, mas, principalmente, pelo ator  Ryan, que interpreta uma ameaça capaz de disparar balas pelos olhos e sorrir ácido sulfúrico. Mas a tensão é liberada muito cedo e muito rapidamente. O espectador fica com a sensação de que é bem apropriada a cena final do filme, quando a câmera mostra o sinal de rua no qual se lê: PARE—FIM DA LINHA".
A Revista Variety escreveu: "Em um nível, Odds against Tomorrow é um tenso melodrama sobre crime. Em outro, é uma alegoria sobre racismo, ganância e a propensão do Homem a autodestruição. Não bem sucedido na segunda categoria, se sai bem na primeira "
Quarenta anos depois, Stephen Holden afirmou que o filme foi "tristemente negligenciado".

### Indicação a prêmios
O filme foi indicado ao Globo de Ouro pela Promoção do Entendimento Internacional, perdendo para The Diary of Anne Frank.

## Livro
Um livro-roteiro Odds Against Tomorrow: A Critical Edition (ISBN 0963582348), foi publicado em 1999 pelo The Center for Telecommunication Studies, uma editora universitária patrocinada pelo Departamento de Radio-TV-Cinema da Universidade Estadual da Califórnia, Northridge (CSUN). O livro inclui o roteiro completo do filme (que "combina" o roteiro de filmagem com o de continuidade), e análises críticas, escritas pelo professor da CSUN John Schultheiss, baseadas em entrevistas de Wise, Belafonte e Polonsky.